# Estação Padre Andrade
A Estação Padre Andrade é uma estação de Veiculo Leve sobre Trilhos (VLT) localizada na Avenida Tenente Lisboa, 870, no bairro Padre Andrade, na cidade de Fortaleza, Brasil. Faz parte da Linha Oeste do Metrô de Fortaleza, administrado pela Companhia Cearense de Transportes Metropolitanos (Metrofor).

## Características
Seguindo o modelo das demais estações da Linha Oeste a atual estação Padre Andrade possui uma estrutura simples, composta por uma única plataforma central em alvenaria, coberta por um telhado de amianto sustentado por vigas de ferro localizadas ao centro da plataforma. Ao longo da estação estão distribuídos bancos de concreto e lixeiras. Seu acesso é realizado por meio de uma rampa que da acesso a um bloco onde se localiza um pequeno bicicletário, catracas torniquetes para a saída e a bilheteria, onde o usuário após pagar o valor necessário tem acesso a plataforma.
Essa é a única estação, juntamente com Caucaia e Moura Brasil, a não ter uma plataforma de ilha, ou seja, não tem trilhos dos dois lados da estação mas somente de um, sendo esse trecho composto de uma linha singela.[carece de fontes?]